# Taygete (satelit)
Taygete /tai̯'ge.te/, cunoscut și sub numele de Jupiter XX, este un satelit retrograd neregulat al lui Jupiter . A fost descoperit de o echipă de astronomi de la Universitatea din Hawaii condusă de Scott S. Sheppard⁠(d), în 2000, și a primit denumirea temporară S/2000 J 9 .   
Taygete are un diametru de aproximativ 5 kilometri și orbitează în jurul lui Jupiter la o distanță medie de 22.439.000 km în 691,62 zile, la o înclinație de 165° față de ecliptică (163° față de ecuatorul lui Jupiter), în sens retrograd și cu o excentricitate de 0,3678.
A fost numit în octombrie 2002  după Taygete⁠(d), una dintre Pleiade, fiica Titanului Atlas și mama lui Lacedaemon, cu Zeus (Jupiter).
Aparține grupului Carme, alcătuit din sateliți retrograzi neregulați care orbitează în jurul lui Jupiter la o distanță cuprinsă între 23 și 24 Gm și la o înclinație de aproximativ 165°.Ca și Carme, dar spre deosebire de Kalyke, este de culoare roșu deschis (B−V=0,56, V−R=0,52).